# Parque de merendas

O baile no moulin de la Galette, Museu de Orsay, Paris.

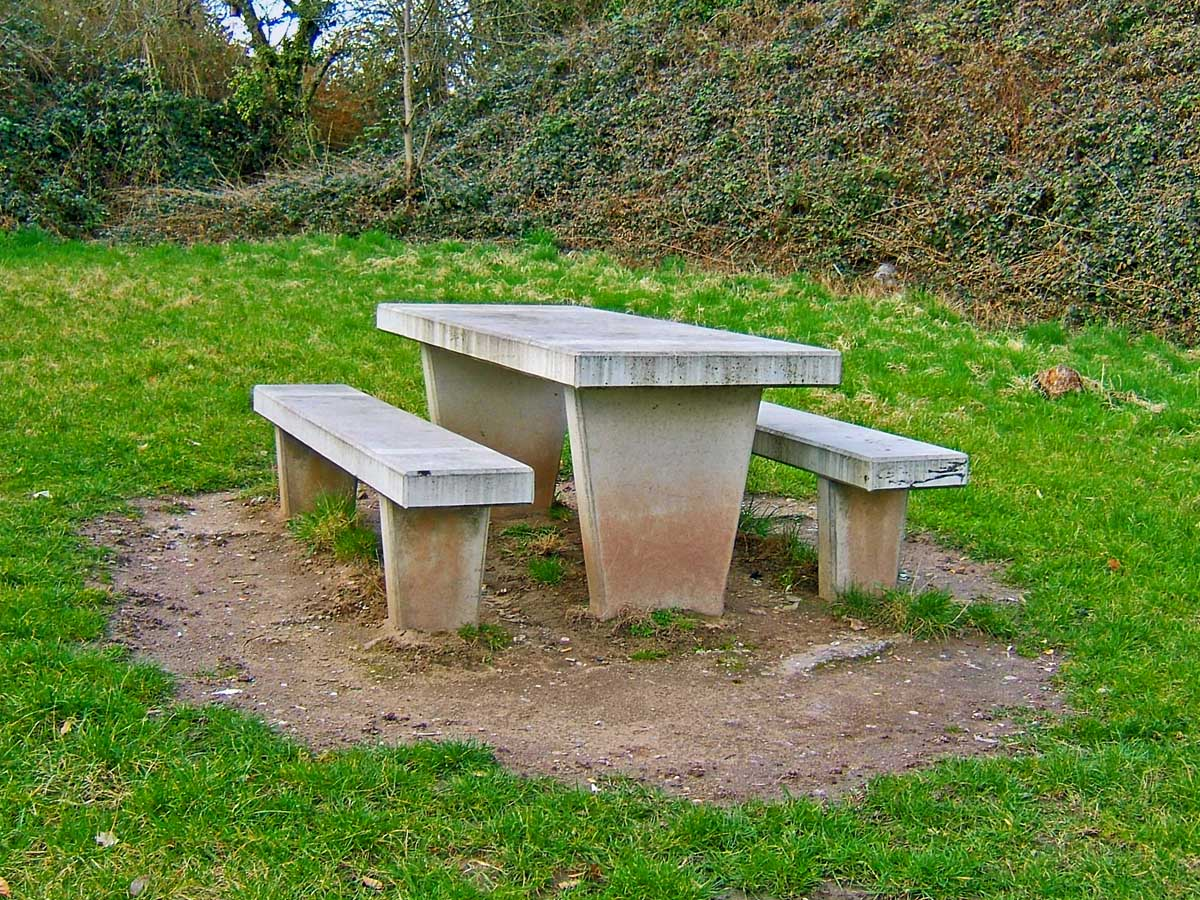

Um parque de merendas ou mesa de piqueniques, ou merendeiro,  é um espaço ao ar livre onde se senta a comer, almoçar ou merendar (daí o seu nome). Costumam-se encontrar em lugares amenos e abrigados, áreas de descanso das autovias ou no meio do campo: miradouros, prados, rotas turísticas e de caminhada. Assim mesmo são tradicionais nas cercanias de lugares religiosos objeto de peregrinação ou romarias. Por ser um lugar de reunião e recreio, com frequência vai unido à celebração de festas tradicionais, danças, festas, etc.

## Lugares
Um dos muitos lugares onde encontrar diversos merendeiros é a localidade de Autilla del Pino em Palencia, sobre a qual descola uma impressionante fileira de antigas adegas convertidas hoje em dia em merendeiros.
A manutenção dos merendeiros costuma estar a cargo de uma autarquia ou prefeitura (como é o caso dos "merendeiros municipais"), de empresas privadas (campings) ou particulares.

Sinalização espanhola para um merendeiro.

Geralmente não possuem um serviço de mesa atendido. O tradicional é que os comensais levem a sua comida e a disponham eles mesmos sobre a mesa. A presença de um camareiro num merendeiro é possível quando há anexo a um restaurante do tipo chiringuito, em cujo caso a denominação mais correcta é terraço-merendeiro.
As zonas de picnic dos merendeiros costumam estar equipadas com fontes, fornos, churrasqueias e recipientes para os desperdícios e lixo.
- Também se pode chamar assim, por metonímia, ao conjunto de mobiliário usado nos merendeiros como mesa-assento. Estes "merendeiros-objeto", a fim de suportar os rigores da intempérie, são de madeira tratada, de betão ou, os mais respeitosos com o médio, de pedra travada. Na maioria dos casos, o merendeiro não está protegido, mas sim em lugares de sombra. Nos casos mais luxuosos pode chegar a dispor de pérgolas.[1]

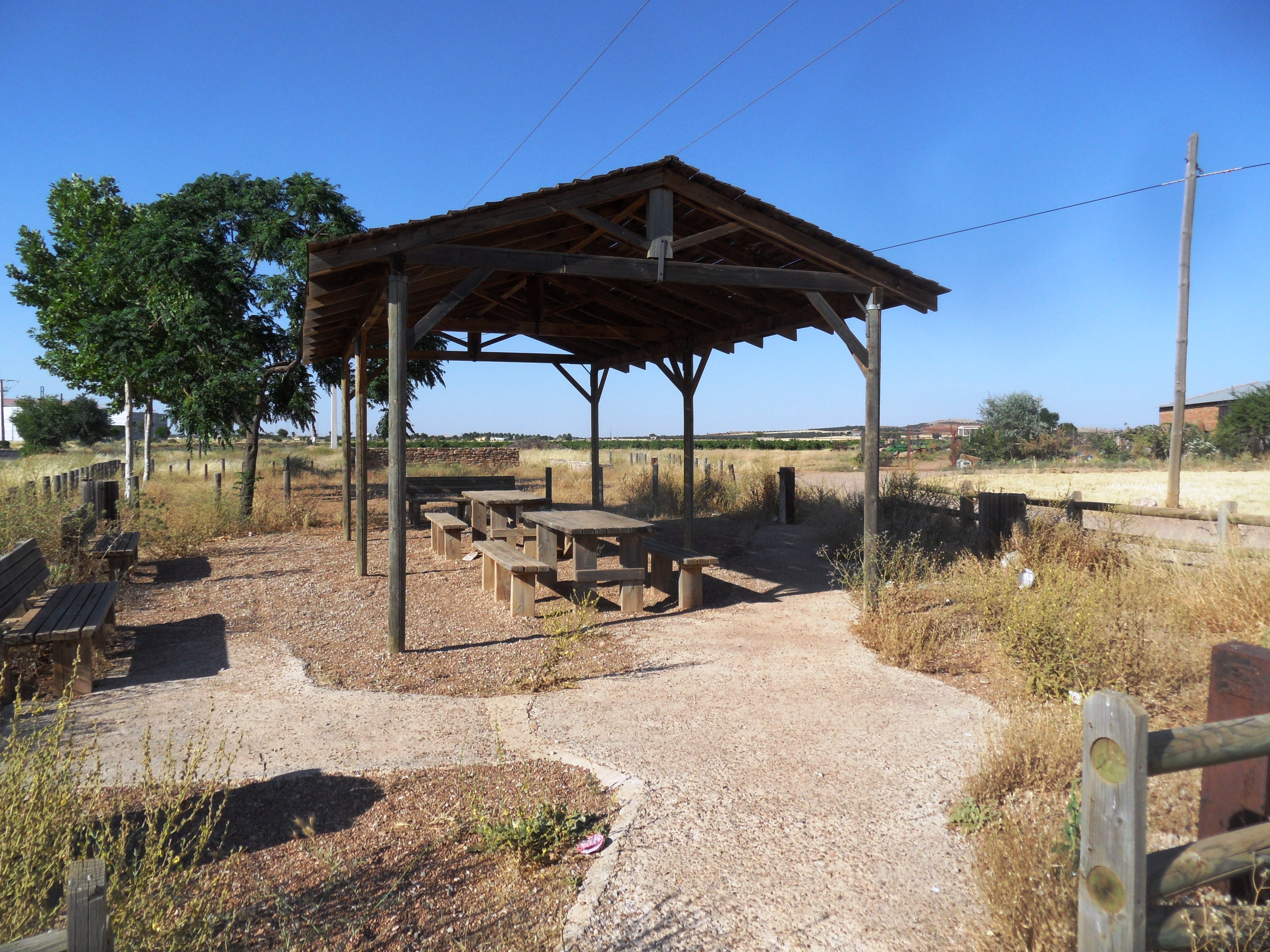
Merendeiro de Valenzuela de Calatrava (Cidade Real).
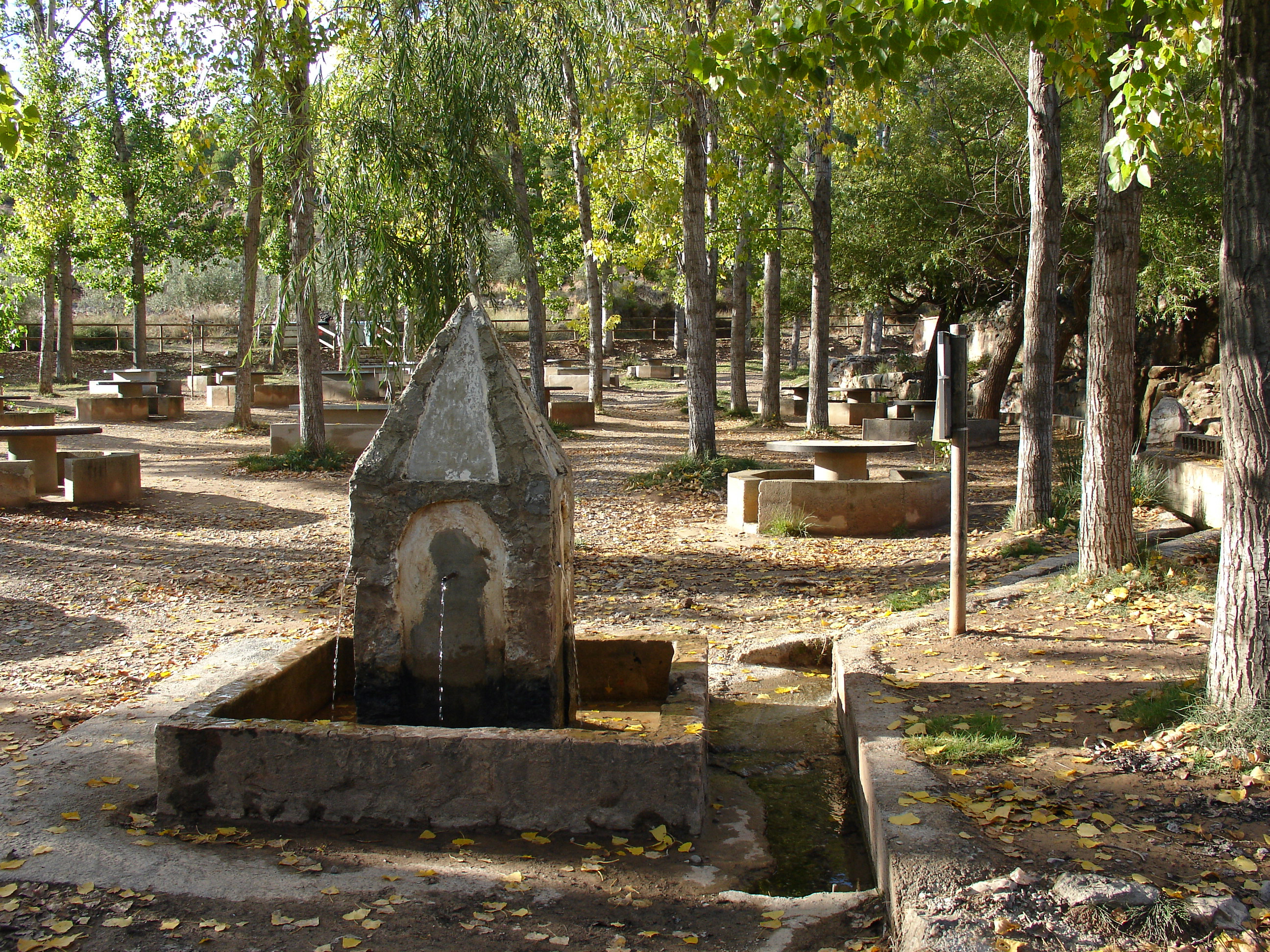
Merendeiro do açude de Tuéjar (Valencia).
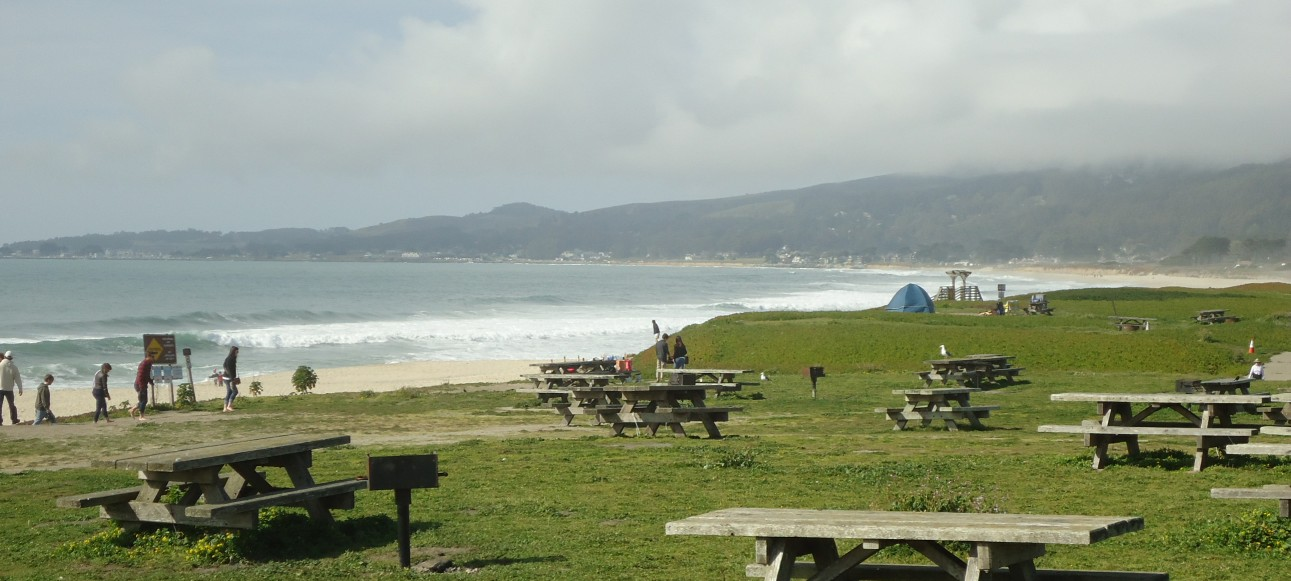
Merendeiro em frente ao Pacífico, na Califórnia.